# الأحرش (موريتانيا)
الأحرش بلدة موريتانية وإحدى بلديات ولاية كركول.